# La Villeneuve (Creuse)
Villeneuve – miejscowość i gmina we Francji, w regionie Nowa Akwitania, w departamencie Creuse.
Według danych na rok 1990 gminę zamieszkiwały 94 osoby, a gęstość zaludnienia wynosiła 21 osób/km² (wśród 747 gmin Limousin Villeneuve plasuje się na 512. miejscu pod względem liczby ludności, natomiast pod względem powierzchni na miejscu 652.).